# Ehrendingen
Ehrendingen (toponimo tedesco) è un comune svizzero di 4 847 abitanti del Canton Argovia, nel distretto di Baden.

## Storia
Nel 1825 era stato diviso nei due nuovi comuni di Oberehrendingen e Unterehrendingen, ma nel 2006 è stato ricostituito con la fusione dei due comuni soppressi.

## Società

### Evoluzione demografica
L'evoluzione demografica è riportata nella seguente tabella:
Abitanti censiti